# Alpii Allgäu

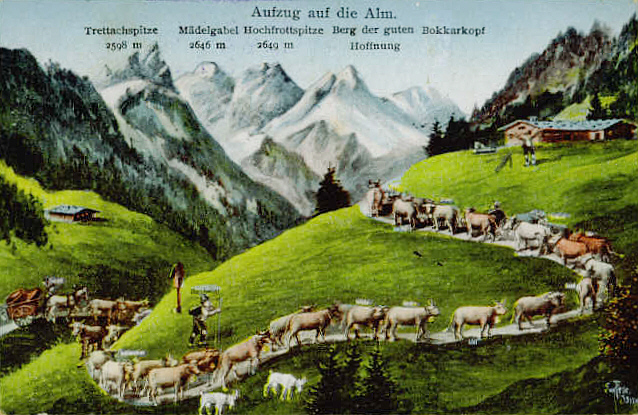
Ieşirea animalelor după iernat pe păşunile alpine

Alpii Allgäu (Allgäuer Alpen) sunt o grupă muntoasă ce aparțin de Alpii bavarezi (Nördlichen Kalkalpen) din Alpii estici (Ostalpen). Alpii Allgäu sunt situați în landurile Bayern și Baden-Württemberg (Schwarzer Grat) din sudul Germania și landurile Vorarlberg și Tirol din Austria.
Grupa aceasta muntoasă este caracterizată prin varietatea mare a rocilor, ceea ce atrage după sine un relief, floră și peisaj variat. Aici au un rol important preciptațiile bogate care determină existența în număr mare a pășunilor alpine, care pot avea o înclinare de teren de până la 70 o, regiunea este atractivă pentru turiști, pe parcursul potecilor de munte fiind colibe numeroase.

## Cele zece vârfuri mai înalte
| Numele muntelui    | Inălțime                              | Stat / Land                         | Subdiviziune            |
| Großer Krottenkopf | altitudinea de 2657 m deasupra n.m.   | Austria / Tirol                     | Hornbachkette           |
| Hohes Licht        | altitudinea de 2652 m deasupra n.m.   | Austria / Tirol                     | Masiv central Hauptkamm |
| Hochfrottspitze    | altitudinea de 2648.8 m deasupra n.m. | Germania / Bayern + Austria / Tirol | Masiv central Hauptkamm |
| Mädelegabel        | altitudinea de 2644 m deasupra n.m.   | Germania / Bayern + Austria / Tirol | Masiv central Hauptkamm |
| Urbeleskarspitze   | altitudinea de 2632 m deasupra n.m.   | Austria / Tirol                     | Hornbachkette           |
| Steinschartenkopf  | altitudinea de 2615 m deasupra n.m.   | Austria / Tirol                     | Masiv central Hauptkamm |
| Marchspitze        | altitudinea de 2610 m deasupra n.m.   | Austria / Tirol                     | Hornbachkette           |
| Bretterspitze      | altitudinea de 2609 m deasupra n.m.   | Austria / Tirol                     | Hornbachkette           |
| Bockkarkopf        | altitudinea de 2608.5 m deasupra n.m. | Germania / Bayern + Austria / Tirol | Masiv central Hauptkamm |
| Biberkopf          | altitudinea de 2600 m deasupra n.m.   | Germania / Bayern + Austria / Tirol | Masiv central Hauptkamm |

## Râuri
In regiunea centrală curge Iller, în nord Dunărea, în sud și est Lech, iar în vest Bregenzer Ache care curge în direcția Bodensee și se varsă în Rin.

## Galerie de imagini

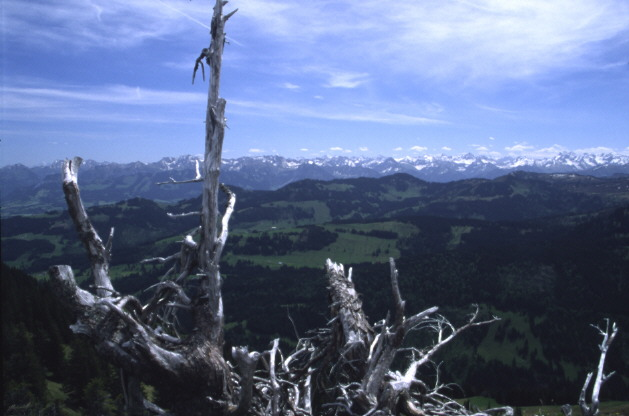